# Фаєттвілл (Теннессі)
Фаєттвілл (англ. Fayetteville) — місто (англ. city) в США, в окрузі Лінкольн штату Теннессі, окружний центр. Населення — 7068 осіб (2020).

## Географія
Фаєттвілл розташований за координатами 35°8′48″ пн. ш. 86°33′18″ зх. д. / 35.14667° пн. ш. 86.55500° зх. д. (35.146570, -86.555060).  За даними Бюро перепису населення США в 2010 році місто мало площу 28,39 км², з яких 28,23 км² — суходіл та 0,16 км² — водойми. В 2017 році площа становила 24,92 км², уся площа — суходіл.

### Клімат
| Клімат : Фаєттвілл    | Клімат : Фаєттвілл | Клімат : Фаєттвілл | Клімат : Фаєттвілл | Клімат : Фаєттвілл | Клімат : Фаєттвілл | Клімат : Фаєттвілл | Клімат : Фаєттвілл | Клімат : Фаєттвілл | Клімат : Фаєттвілл | Клімат : Фаєттвілл | Клімат : Фаєттвілл | Клімат : Фаєттвілл | Клімат : Фаєттвілл |
| Показник              | Січ.               | Лют.               | Бер.               | Квіт.              | Трав.              | Черв.              | Лип.               | Серп.              | Вер.               | Жовт.              | Лист.              | Груд.              | Рік                |
| Середній максимум, °C | 8,9                | 11,1               | 16,7               | 22,2               | 26,1               | 30,0               | 31,7               | 31,7               | 28,9               | 22,8               | 16,7               | 10,6               | 21,7               |
| Середній мінімум, °C  | −2,8               | −1,7               | 2,8                | 7,2                | 12,2               | 16,7               | 18,9               | 17,8               | 14,4               | 7,2                | 2,8                | −1,1               | 7,8                |
| Норма опадів, мм      | 132                | 122                | 142                | 114                | 119                | 97                 | 117                | 84                 | 97                 | 81                 | 119                | 137                | 1361               |
| --------------------- | ------------------ | ------------------ | ------------------ | ------------------ | ------------------ | ------------------ | ------------------ | ------------------ | ------------------ | ------------------ | ------------------ | ------------------ | ------------------ |
| Джерело: Weatherbase  |                    |                    |                    |                    |                    |                    |                    |                    |                    |                    |                    |                    |                    |

## Демографія
Згідно з переписом 2010 року, у місті мешкало 6827 осіб у 3022 домогосподарствах у складі 1722 родин. Густота населення становила 240 осіб/км².  Було 3382 помешкання (119/км²).
Расовий склад населення:
| - 71,6 % — білих - 23,7 % — чорних або афроамериканців - 0,6 % — азіатів - 0,4 % — корінних американців - 0,1 % — вихідців з тихоокеанських островів - 1,6 % — осіб інших рас |

До двох чи більше рас належало 2,0 %. Частка іспаномовних становила 3,4 % від усіх жителів.
За віковим діапазоном населення розподілялося таким чином: 21,7 % — особи молодші 18 років, 55,8 % — особи у віці 18—64 років, 22,5 % — особи у віці 65 років та старші. Медіана віку мешканця становила 43,7 року. На 100 осіб жіночої статі у місті припадало 82,3 чоловіків;  на 100 жінок у віці від 18 років та старших — 76,0 чоловіків також старших 18 років.
Середній дохід на одне домашнє господарство  становив 45 075 доларів США (медіана — 29 224), а середній дохід на одну сім'ю — 58 695 доларів (медіана — 38 042). Медіана доходів становила 39 550 доларів для чоловіків та 29 839 доларів для жінок. За межею бідності перебувало 32,2 % осіб, у тому числі 43,7 % дітей у віці до 18 років та 21,8 % осіб у віці 65 років та старших.
Цивільне працевлаштоване населення становило 2513 осіб. Основні галузі зайнятості: виробництво — 37,4 %, освіта, охорона здоров'я та соціальна допомога — 18,0 %, роздрібна торгівля — 13,2 %.